# Rana spectabilis
Lithobates spectabilis là một loài ếch trong họ Ranidae. Chúng là loài đặc hữu của México.
Các môi trường sống tự nhiên của chúng là các khu rừng vùng núi ẩm nhiệt đới hoặc cận nhiệt đới, hồ nước ngọt, và khu vực trữ nước. Loài này đang bị đe dọa do mất môi trường sống.